# かっこいいことはなんてかっこ悪いんだろう
『かっこいいことはなんてかっこ悪いんだろう』（かっこいいことはなんてかっこわるいんだろう）は、早川義夫がジャックス解散直後の1969年11月10日にURCより発売したファースト・アルバム。

## 解説
ジャックスを解散した早川は、日本の童謡や唱歌、野口雨情などを再認識しようと、そのことが反映された内容でもある。バンドサウンドとは大きく異なり全編を通して、ほぼ弾き語りで人間の持つ閉塞感を赤裸々に語っている。その楽曲は陰鬱な雰囲気が立ち込めていて、重く切なく聴くたびに彼の孤独の叫びが切々と伝わってくる。
当時、早川はURCに勤めて給料をもらう身であり、経費削減ということもあり、LPの制作期間はたったの二日間。
アルバムの裏面には早川義夫「能書」として下記の文が記されている。
本人は、2011年10月17日のX（当時はTwitter）に下記文を投稿している。

## 収録曲
歌と演奏・作曲：早川義夫

### Side A
1. わらべ唄 (3:27)
  - 作詞：柏倉秀美[注釈 1] (1968.4)
2. もてないおとこたちのうた (3:35)
  - 作詞：柏倉秀美
3. 無用ノ介 (2:10)
  - 作詞：柏倉秀美
4. シャンソン (2:20)
  - 作詞：高田渡 (1968.11.3)
5. サルビアの花 (5:08)
  - 作詞：相沢靖子[注釈 2]
6. NHKに捧げる歌 (2:47 )
  - 作詞：柏倉秀美 (1968.3)
  - 自身もディレクターとして関わった、岡林信康のアルバム『岡林信康アルバム第二集 見るまえに跳べ』でカバーされている。

### Side B
1. 聖なるかな願い (2:03)
  - 作詞：早川義夫
2. 朝顔 (4:44)
  - 作詞：出来里望[注釈 3]
3. 知らないでしょう (2:23)
  - 作詞：出来里望
4. 枕歌 (3:28)
  - 作詞：出来里望
5. しだれ柳 (4:32)
  - 作詞：出来里望
6. 埋葬 (7:03)
  - 作詞：出来里望

## レコーディングメンバー

### スタッフ
- MIX  – 四家秀次郎
- AD&D  – 柏倉秀美
- プロデュース  – 秦政明
- RD  – 早川義夫

## 発売履歴
| 発売日         | レーベル                     | 規格         | 規格品番   | 備考                          |
| -------------- | ---------------------------- | ------------ | ---------- | ----------------------------- |
| 1969年11月10日 | URC                          | LP           | URL-1011   |                               |
| 1974年         | URC                          | LP           | URL-1011   |                               |
| 1977年         | URC                          | LP           | UX-8024    |                               |
| 1980年         | URC / SMS Records            | LP           | SM20-4130  | 闇愚等音盤倶楽部傑作選 – 23。 |
| 1987年10月21日 | URC / SMS Records            | CD           | MD30-4130  | URC オリジナル CD – 13。      |
| 1989年7月25日  | URC / Kitty Records          | CD           | H20K25001  |                               |
| 1995年6月16日  | URC / 東芝EMI                | CD           | TOCT-8947  |                               |
| 1996年8月31日  | EXPRESS / LD&K Records       | LP           | 21LDKLP    |                               |
| 1998年9月30日  | URC / 東芝EMI                | CD           | TOCT-10461 |                               |
| 2002年9月11日  | URC / avex io                | CD           | IOCD-40019 |                               |
| 2005年3月16日  | URC / avex io                | CD           | IOCD-40080 | 紙ジャケット仕様。            |
| 2008年12月17日 | URC / ポニーキャニオン       | HQCD         | PCCA-50024 |                               |
| 2018年5月16日  | URC / ポニーキャニオン       | LP           | PCJA-00077 |                               |
| 2018年5月16日  | URC / ポニーキャニオン       | CT           | PCTA-00292 |                               |
| 2020年3月4日   | URC / ポニーキャニオン       | CD           | PCCA-04920 |                               |
| 2023年3月17日  | URC / Sony Music Labels Inc. | 配信         | -          | AAC-LC 320kbps                |
| 2023年3月17日  | URC / Sony Music Labels Inc. | 配信         | -          | FLAC｜44.1kHz/16bit           |
| 2023年6月21日  | URC / Sony Music Direct      | Blu-spec CD2 | MHCL-30840 | 2023年リマスター版。          |